# Consumo de animales vivos

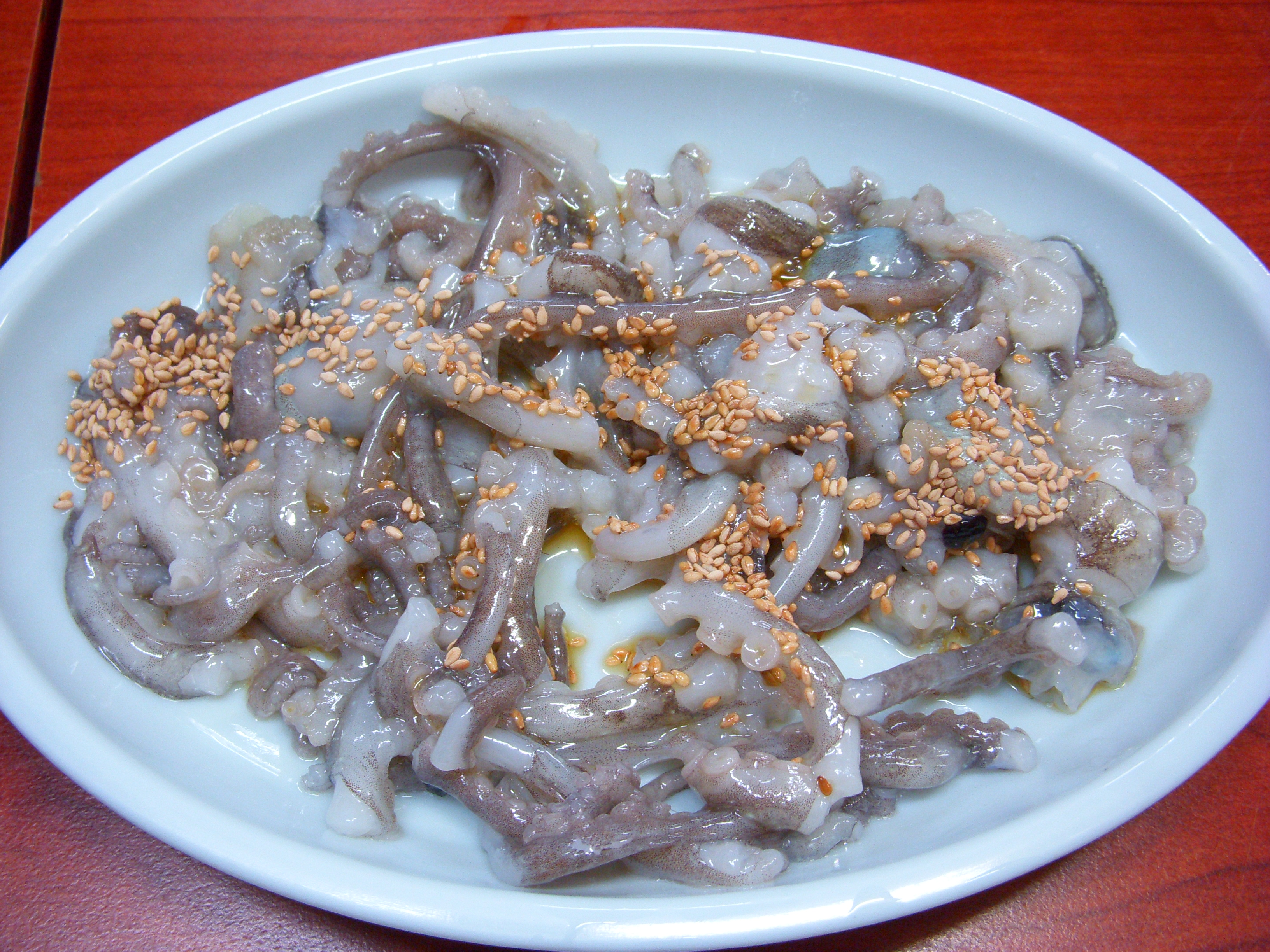
El Sannakji es un plato de pulpo vivo previamente cortado en piezas pequeñas y servido con sus patas aún en movimiento.
Vídeo de Youtube de la preparación y consumo de sannakji

El consumo de animales vivos es la práctica de los seres humanos que comen animales cuando aún están con vida. Es una práctica tradicional en muchas culturas alimentarias del este y sureste asiáticos. El consumo de animales vivos, o partes de animales vivos, puede estar prohibido por ley en jurisdicciones bajo leyes de crueldad animal.Las prohibiciones religiosas del consumo de los animales vivos en humanos también están presentes en varias religiones del mundo.

## Práctica

### Vertebrados

#### Peces
En Japón, el ikizukuri ("preparado vivo") es la preparación de sashimi ("comida a piezas") hecho a base de marisco vivo. El animal marino más popular utilizado en ikizukuri es el pez pero pulpos,   gambas, y langostas también pueden ser utilizados. El pez es normalmente fileteado sin ser matado y servido mientras el corazón todavía está latiendo y su boca aún se abre y se cierra. A veces el pez es temporalmente devuelto a un acuario para nadar y recuperarlo después para una segunda ronda.
Otro plato de pez, encontrado en la cocina china, se conoce como Pescado Yin Yang(también Pescado muerto y vivo) en el cual el cuerpo del pez (pero no la cabeza) es rápidamente freído y servido mientras la cabeza está todavía fresca y en movimiento. Es preparado extremadamente deprisa, con cuidado para no para dañar los órganos internos, de modo que el pez puede quedar vivo durante treinta minutos.
En una entrevista, el famoso chef estadounidense Raymond Blanc declaró que en Japón, había comido anguilas vivas. Fue aconsejado que añadiese vinagre y sake al animal, con lo que pudo tragarla entera.

#### Ranas
En 2012, fue publicado un vídeo viral en YouTube que mostraba una mujer en Japón que comía una rana viva. En el vídeo, una rana es acuchillada viva, despellejada y servida como sashimi.
En 2007, un diario informó de que un hombre del sur de China testificó que el comer ranas vivas durante un mes le había curado sus problemas intestinales.
Andrew Zimmern del programa Comidas Extrañas del Canal Viajar  comió sashimi de rana. Aunque la mayoría de la rana fue servida muerta (y cruda), su corazón aún estaba latiendo.

#### Monos
El consumo de cerebro de mono es una práctica de consumo de África y Asia. Aun así, el polémico consumo de cerebro de mono vivo es a menudo atribuido a China; el cerebro de mono es servido fresco, directamente del cráneo mientras el mono aún está vivo, colocado bajo una mesa especialmente diseñada para esta práctica.

#### Ratones
El plato San Zhi Er es considerado una delicia del sur de China que consiste en comer crías de ratón vivas. El consumidor utiliza unos palillos con los que sujeta al roedor vivo y entonces lo mete en aceite hirviendo o salsa, antes de comerlo. El nombre, el cual se traduce como "tres chasquidos", indica los ruidos que producen los roedores durante este proceso: durante la cuchillada, la inmersión en aceite caliente, y el mordisco del consumidor.

#### Serpientes
El consumo de su corazón latiendo y la bilis de las serpientes vivas es practicado en China y otras partes del Sudeste asiático.

### Invertebrados

#### Pulpo
En Corea, Sannakji es la preparación de pulpo vivo que previamente es cortado en piezas pequeñas y servido con sus tentáculos aún en movimiento. Los conocedores de lSannakji disfrutan más del gusto de la carne fresca; disfrutan de la sensación de movimiento del pulpo cuando se aferra a la boca. Es aconsejable masticar mucho antes de tragar para evitar ahogamientos.

#### Erizo de mar
Los erizos de mar son un alimento codiciado alrededor del mundo por sus huevas y su carne. A veces son consumidos crudos, como en sushi (típicamente llamados "uni") y algunas personas prefieren comerlos inmediatamente después de ser cortados. Para evitar las espinas de su caparazón se usan tijeras para cortar el animal en pedazos.

#### Gambas

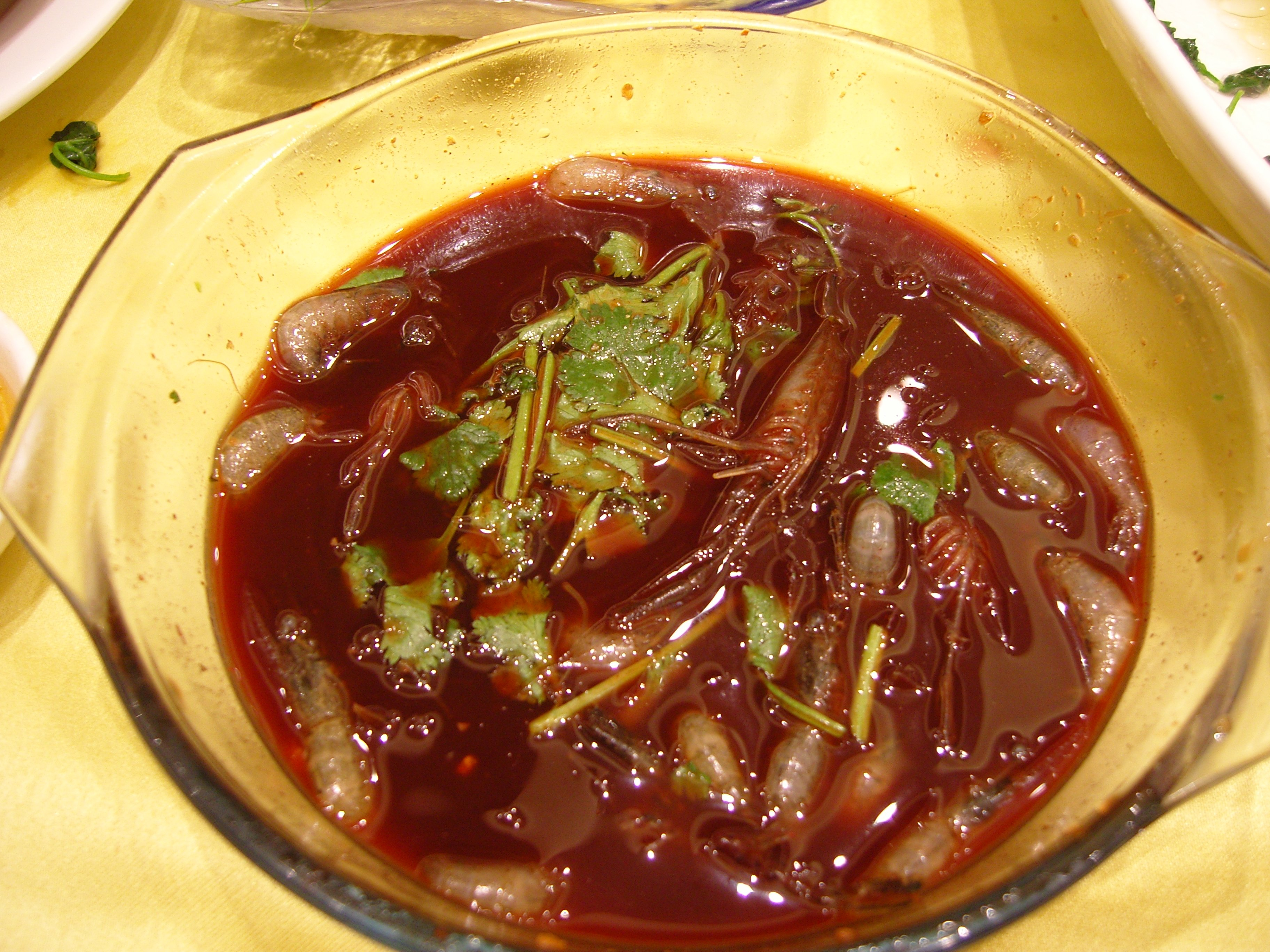
Plato de "gamba borracha" con vida en el licor.

En China, una manera de preparar las gambas para ser consumidas vivas es en un plato llamado Gamba borracha. Las gambas, normalmente 10 animales por plato, son bañadas en un licor fuerte qué les hace menos propensas a luchar mientras son masticadas y también crea un sabor marinado. El plato es servido en un bol para impedir que la gamba pueda saltar fuera.
Odori ebi ("Gamba bailarina") es un tipo de sashimi japonés que contiene gambas jóvenes, normalmente sólo un individuo por plato.La gamba tiene su piel extraída y a veces su cabeza también. Estas pueden estar freídas y servidas junto al resto de la gamba, la cual todavía está moviendo sus patas y antenas mientras es consumida. La gamba sólo muere cuándo es masticada.

#### Larvas

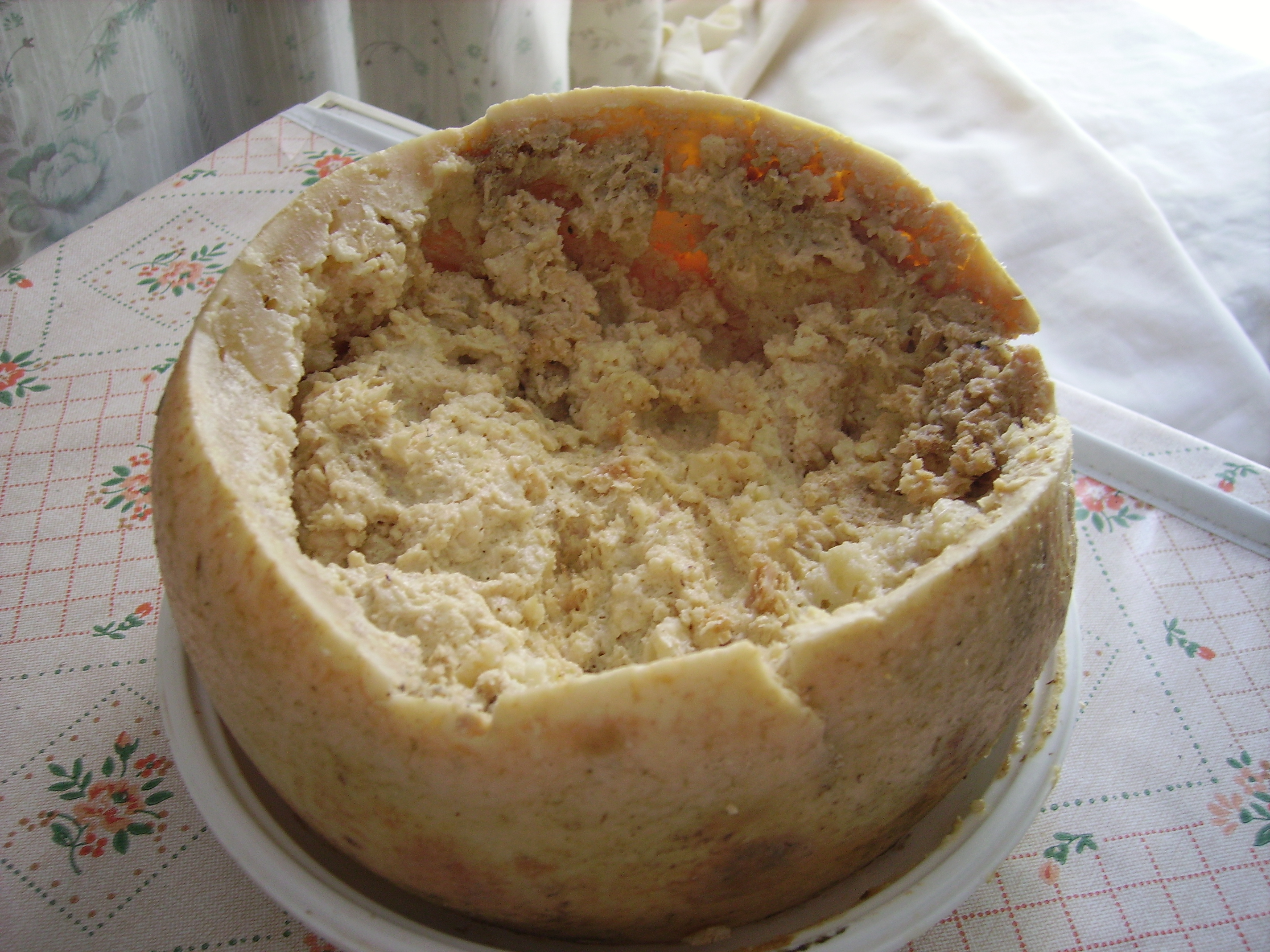
El Casu marzu es un queso tradicional sardo de leche de oveja que contiene larvas.

El casu marzu es un queso tradicional sardo de leche de oveja, conocido por contener larvas de insecto vivas. Es encontrado casi exclusivamente en Cerdeña, Italia. Casu marzu va más allá de la fermentación típica a una etapa que la mayoría consideraría descomposición, provocada por la acción digestiva de las larvas de la mosca del queso Piophila casei. Estas larvas son intencionadamente introducidas en el queso. Este alimento apareció en el programa de televisión Comidas Extrañas con Andrew Zimmern. Zimmern describió el gusto del queso como similar al amoniaco. El queso deja un regusto de una duración de hasta varias horas. Quesos de leche similares que contienen larvas de insecto vivas están presentes en varias regiones italianas y también en la isla francesa de Córcega.

## Prohibiciones religiosas
Según el Talmud (un texto postbíblico central del judaísmo y la base para todos los códigos de la ley judía) la sexta ley de los Preceptos de las Naciones (en hebreo: שבע מצוות בני נח‎: נח) cita un conjunto de imperativos morales entre los que se encuentra el no comer un animal vivo.